# Amauri
Amauri Carvalho de Oliveira (Carapicuíba, Brasil, 3 de junio de 1980) es un exfutbolista brasileño nacionalizado italiano que jugaba de delantero.

## Trayectoria
Amauri participó en el Torneo de Viareggio en Italia con su club brasileño, el Santa Catarina, en donde recibió ofertas de equipos italianos, pero eligió un equipo suizo para comenzar lentamente su carrera en Europa. Después de dos temporadas en la Liga Suiza jugando para el A. C. Bellinzona, firmó un contrato con el Parma Football Club y fue cedido a préstamo inmediatamente al Napoli en enero de 2001, debutando en la Serie A el 14 de abril, en un encuentro contra el A. S. Bari.
Luego jugó para el Piacenza Calcio en la temporada 2001-02, Messina en la temporada 2002-03 y el ChievoVerona desde el 2003 hasta el 2006. Durante su permanencia en el Chievo, y especialmente en la temporada 2005-06, mostró lo mejor de su potencial, convirtiéndose en uno de los futbolistas claves para su equipo. Amauri fue vendido al U. S. Palermo, el 31 de agosto de 2006, en el último día del mercado de verano, el monto de la venta fue de 8 millones de euros.
Inmediatamente después de su debut en el Palermo, se convirtió en el favorito del público, anotando 8 goles en 18 partidos de liga hasta diciembre de 2006, cuando una grave lesión de rodilla en un partido contra el A. C. Siena, lo que significó siete meses de indisponibilidad. Amauri se recuperó justo a tiempo para el comienzo de la temporada 2007-08, y fue incluido en la alineación titular del Palermo que se enfrentó en el primer partido de la temporada contra la A. S. Roma.
El 30 de mayo de 2008 fue contratado por la Juventus, el monto de la transferencia fue de 15.3 millones de euros (unos 18.6 millones de dólares). En enero de 2011 fue cedido en préstamo al Parma F. C. En enero de 2012 fue fichado por la Fiorentina. El 2 de julio de 2012, Amarui con 32 años de edad fue fichado por el Parma F. C. por dos temporadas.

## Selección nacional
Amauri, que llegó a Italia en 2001, nunca había sido convocado a la selección brasileña. Cuando comenzó a destacar en el Palermo, se habló de su posible nacionalización y posterior convocatoria a la selección italiana. Luego, Amauri aseguró que había realizado los trámites necesarios para obtener el pasaporte italiano. Sin embargo, reconoció que aceptaría la convocatoria de Brasil.
Su primera convocatoria para la selección de fútbol de Brasil llegó el 31 de enero de 2009, tras mucha expectativa, para un amistoso contra Italia, reemplazando a Luís Fabiano, que fue dado de baja por una lesión. Pero el equipo turinés adujo que nunca recibieron el pedido de cesión del jugador, por lo que no pudo debutar con la camiseta verdeamarela. El 6 de agosto de 2010 recibió su primera convocatoria con la selección italiana, como parte de la lista anunciada por Cesare Prandelli. Cuatro días más tarde se dio su debut oficial con la azzurra en un encuentro amistoso ante la selección de Costa de Marfil que finalizó con marcador de 1-0 a favor de los africanos.

## Clubes
| Club                     | País           | Año       |
| ------------------------ | -------------- | --------- |
| A. C. Bellinzona         | Suiza          | 1999-2001 |
| S. S. C. Napoli          | Italia         | 2001      |
| Piacenza Calcio          | Italia         | 2001-2002 |
| A. C. Peloro             | Italia         | 2002-2003 |
| ChievoVerona             | Italia         | 2003-2006 |
| U. S. Palermo            | Italia         | 2006-2008 |
| Juventus F. C.           | Italia         | 2008-2011 |
| Parma F. C.              | Italia         | 2011      |
| Juventus F. C.           | Italia         | 2011-2012 |
| A. C. F. Fiorentina      | Italia         | 2012      |
| Parma F. C.              | Italia         | 2012-2014 |
| Torino F. C.             | Italia         | 2014-2016 |
| Fort Lauderdale Strikers | Estados Unidos | 2016-2017 |
| New York Cosmos          | Estados Unidos | 2017      |